# Топурия, Гамэр
Гамэр Топурия или Гамэр-ханум (псевдоним; настоящее имя Тамара Виссарионовна Топурия; азерб. Qəmər Topuriya, Qəmər xanım; 15 августа 1902, Тифлис — 3 июня 1947, Баку) — азербайджанская советская актриса театра, Заслуженная артистка Азербайджанской ССР (1943).

## Биография
Тамара Виссарионовна Топурия родилась 15 августа 1902 года в городе Тифлисе, в квартале «Шейтанбазар». По национальности — грузинка. 
Топурия впервые вышла на сцену в 1917 году в роли Служанки («Несчастный юноша», Абдуррагим бека Ахвердиева). С 1918 года по 1920 год играла в спектаклях, подготовленных различными труппами Тифлиса и Баку. В 1922— 1925 годах выступала на сцене Тифлисского азербайджанского театра. 
Во второй год своего пребывания на сцене стала выступать под псевдонимом «Гамэр» без указания фамилии. С четвёртого года своей театральной деятельности выступала под псевдонимами «Гамэр-ханум» или «Гамэр Топурия». В некоторых программах указывалась и как «Шамс Гамэр».
В начале 1925 года была приглашена в Баку. С этого года и до конца жизни была актрисой Азербайджанского государственного драматического театра.
17 июня 1943 года за заслуги в развитии театрального искусства Гамэр Топурия была удостоена почётного звания Заслуженной артистки Азербайджанской ССР. Актриса скончалась 3 июня 1947 года в Баку от продолжительной болезни.

## Роли в театре
Азербайджанский государственный драматический театр
- Фарида («Бакинская война» Дж. Джаббарлы)
- Дильбар-ханым («Севиль» Дж. Джаббарлы)
- Сусанна («Айдын» Дж. Джаббарлы)
- Мария Тимофеевна («В 1905 году» Дж. Джаббарлы)
- Гюлгюн («Невеста огня» Дж. Джаббарлы)
- Таня («Яшар» Дж. Джаббарлы)
- Хуршуд («Поворот» Дж. Джаббарлы)
- Назлы («Мертвецы» Дж. Мамедкулизаде)
- Зейнаб («Мертвецы» Дж. Мамедкулизаде)
- Регана («Король Лир» У. Шекспира)
- Синьора Капулетти («Ромео и Джульетта» У. Шекспира)
- Хубчохр («Кузняц Гява» Ш. Сами)
- Девушка-солдат («Иблис» Г. Джавида)
- Жасмин («Князь» Г. Джавида)
- Ольга («Хромой Тимур» Г. Джавида)
- Фирангиз («Сиявуш» Г. Джавида)
- Шарлота («Дон Жуан» Ж. Б. Мольера)
- Лейла («Тётка Чарлея» Б. Томаса)
- Марьям («Намус» А. Ширванзаде)
- Герцогиня Джозиана («Человек, который смеётся» В. Гюго)
- Анна Андреевна («Ревизор» Н. Гоголя)
- Рая («Чужой ребёнок» В. Шкваркина)
- Коринкина («Без вины виноватые» А. Островского)
- Ночь («Синяя птица» М. Метерлинка)
- Хафиза («Волшебница Пери» А. Ахвердова)
- Леди Милфорд («Коварство и любовь» Ф. Шиллера)
- Харита Игнатьевна Огудалова («Бесприданница» А. Островского)
- Кабаниха («Гроза» А. Островского)
- Мелек-ханым («Горе Фахраддина» Н. Везирова)
- Графиня («Свадьба Фигаро» П. Бомарше)
- Амалия («Человек» С. Вургуна)

Роли в исполнении Гамэр Топурии на сцене Азербайджанского государственного драматического театра
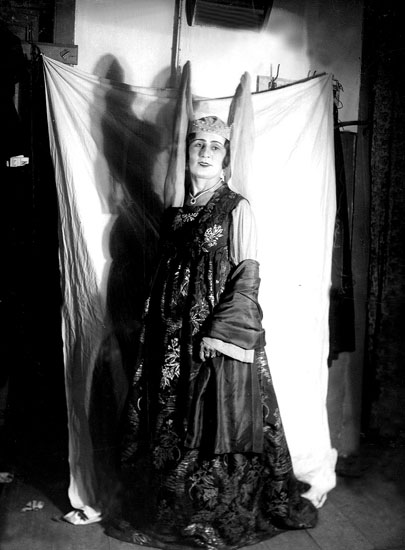
Синьора Капулетти («Ромео и Джульетта» У. Шекспира)
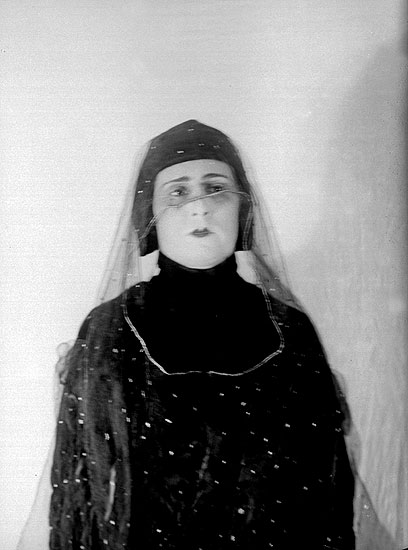
Ночь («Синяя птица» М. Метерлинка). 1930-е
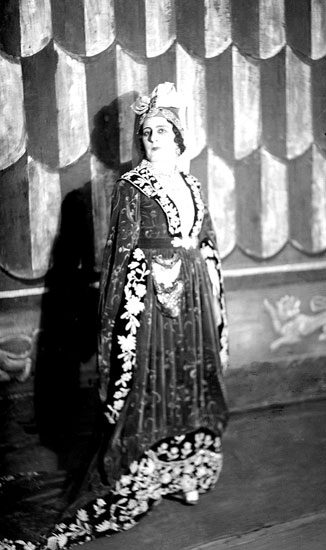
Гонерилья («Король Лир» У. Шекспира). Начало 1940-х
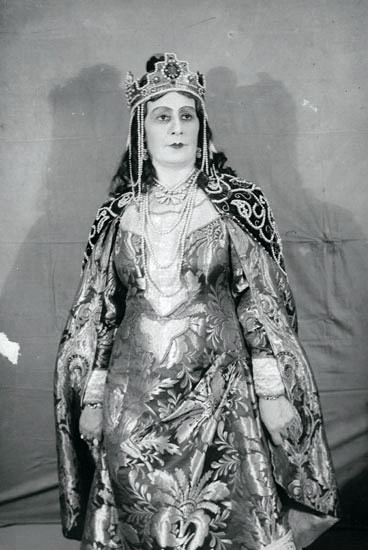
Мехинбану («Фархад и Ширин» С. Вургуна). Начало 1940-х